# Elecciones generales de Honduras de 1932
Las elecciones generales de Honduras de 1932, se realizaron el 28 de octubre de 1932, para el cambio de autoridades gubernamentales como ser: 
- Presidente de Honduras: Jefe de Estado de Honduras que ejercerá las funciones de dirección del Poder Ejecutivo de Honduras por mandato del pueblo.
- 56 diputados al Congreso de Honduras.
- 298 alcaldes municipales.

## Candidato ganador
El ganador fue el abogado Tiburcio Carias Andino candidato del Partido Nacional de Honduras, con una amplia mayoría de alrededor de 20 000 votos; Carias anteriormente fue candidato en las elecciones de 1929 y gran representante del conservadurismo nacional durante la guerra civil de 1931.

## Otros datos
El Instituto Latinoamericano de Estadísticas electorales, reflejaba los siguientes datos: el candidato Tiburcio Carias Andino obtuvo 80 512 votos, el candidato Ángel Zúñiga Huete obtuvo 61 047 votos; en cifras totales fueron 141 000 votos escrutados, la amplia mayoría del ganador por 20 000 votos, era la victoria más grande de la historia.

## Dictadura
En 1933, una vez en el poder Tiburcio Carias Andino fue el artífice de una nueva constitución que daba rienda a la reelección del presidente, pero en 1936 cuando vio que su popularidad descendía, se declaró dictador y no convocó a elecciones presidenciales; pero sí lo hizo el 26 de enero de 1936 a elecciones para el Congreso Nacional para elegir nuevos diputados, de los cuales el Partido Nacional obtuvo 132 948 votos y el Partido Liberal obtuvo 46 votos; en fecha 29 de noviembre de 1936 se realizaron las elecciones para Alcaldes de las cuales el Partido Nacional o “Cariismo” ya definido obtuvo 105 440 votos, el Partido Liberal obtuvo 7509 votos y 2188 quedaron libres en tal sentido Carias afianzaba su continuismo, promulgaba una nueva constitución. En noviembre de 1943 se celebraron nuevas elecciones municipales, el Partido Nacional se encontraba en el pleno control de la institución electoral, del escrutinio realizado el “Cariismo” o Partido Nacional obtuvo 88 725 votos, la oposición, el Partido Liberal obtendría 1228 votos, un bajón significante con las elecciones municipales pasadas. Nuevamente en el invierno de 1945 se señalaron elecciones municipales, esta vez, el Partido Nacional obtendría 77 226 votos de los 85 036 votos válidos, o sea el resto era del Partido Liberal, cuyos miembros se habían retirado a los países vecinos. Al año siguiente 1946 apareció en San Pedro Sula, un nuevo Partido político el Partido Democrático Revolucionario de Honduras (PDRH) al que la mayoría de liberales y anticariistas se veían atraídos, por otra parte el presidente Tiburcio Carias Andino, señaló por fin elecciones generales para el 10 y 11 de octubre de 1948, esto señalaba el fin de la administración Carias.